# Daniel Albert Wyttenbach
Daniel Albert Wyttenbach (1746-1820) est un philologue suisse.

## Biographie
Né à Berne, il est le fils d'un professeur de l'Université de Berne. Il se forme à l'école de Ruhnkenius et de Valckenaer, et enseigne ensuite la littérature au collège des Remontrants d'Amsterdam, puis la philosophie à l'Athénée Illustre (dans la même ville). Il fait en 1775 un voyage à Paris où il se lie avec Larcher, Sainte-Croix et Villoison, et est nommé en 1799 professeur de littérature grecque et bibliothécaire à Leyde. 
On lui doit :
- une édition des Œuvres morales de Plutarque, grec-latin, avec variantes, notes critiques, commentaires et index, Oxford, 1795-1821, 8 volumes in-8° ;
- Praecepta philosophiae logicae, qui est une logique extraite des meilleurs auteurs latins, Amsterdam, 1781 ;
- Compendium Theologiae dogmaticae et moralis, 1754 ;
- Vie de Ruhnkenius (en latin) ;
- un grand nombre d’Opuscula, publiés à Leyde, 1821.

Il rédige de 1777 à 1807, avec Ruhnkenius et quelques autres savants, une Bibliothèque critique, qui exerce une grande influence sur les progrès de la philologie en Allemagne. Wyttenbach forme des philologues distingués, entre autres Lennep, Creuzer, Van Heusde.

## Source
- Jacques-Alphonse Mahul, Annuaire nécrologique, ou Supplément annuel et continuation de toutes les biographies ou dictionnaires historiques, 3e année, 1822, Paris : Ponthieu, 1823, p.347-350
- Marie-Nicolas Bouillet  et Alexis Chassang (dir.), « Daniel Wyttenbach » dans Dictionnaire universel d’histoire et de géographie, 1878 (lire sur Wikisource)